# Born to Be Bad (The Runaways)
Born to Be Bad è un album raccolta del gruppo The Runaways, pubblicato nel 1993 per l'etichetta discografica Marilyn Records.
Si tratta delle prime incisioni registrate dalle Runaways nel 1975, che vennero prodotte e dirette da Kim Fowley, quando ancora erano un trio composto da Joan Jett, Micki Steele, e Sandy West.

## Tracce
1. Yesterday's Kids – 2:25 (Kim Fowley, Kari Krome)
2. Is It Day or Night? – 2:27 (K. Fowley)
3. Let's Party Tonight – 2:13 (K. Fowley)
4. All Right Now (Free Cover) – 3:12 (Andy Fraser, Paul Rodgers)
5. Thunder – 2:04 (Mark Anthony, K. Krome)
6. Rock & Roll (Lou Reed Cover) – 3:47 (Lou Reed)
7. American Nights – 3:35 (M. Anthony, K. Fowley)
8. California Paradise – 2:06 (K. Fowley, Joan Jett, K. Krome, Sandy West)
9. I'm a Star – 1:42 (K. Fowley)
10. You Drive Me Wild – 2:47 (J. Jett)
11. Born to Be Bad – 4:11 (K. Fowley, Michael Steele, S. West)
12. Wild Thing (The Troggs Cover) – 3:40 (Chip Taylor)

## Formazione
- Joan Jett - voce, chitarra
- Michael Steele - basso, cori
- Sandy West - batteria, cori